# Bryce Dallas Howard
Bryce Dallas Howard (n. 2 martie 1981) este o actriță și regizoare americană. Este fiica lui Ron Howard, debutând în filmul Numai tată să nu fii! regizat de tatăl său. Este cunoscută pentru filmele Satul (2004), Doamna din apă (2006), Cum vă place (2006), pentru care a primit o nominalizare la Globurile de Aur, Saga Amurg: Eclipsa (2010), Culoarea sentimentelor (2011), 50/50 (2011) și Jurassic World (2015).

## Legături externe
- Bryce Dallas Howard la Internet Movie Database
- Bryce Dallas Howard Network Arhivat în 3 iunie 2017, la Wayback Machine.